# Alessandro Pellicori
Alessandro Pellicori (Cosenza, 22 luglio 1981) è un allenatore di calcio ed ex calciatore italiano, di ruolo attaccante.

## Carriera

### Giocatore

#### Club
Pellicori disputa le giovanili con la compagine della sua città natale, il Cosenza, con cui esordisce in serie B nella stagione 1999-2000, collezionando una sola presenza in campionato.
Nel 2000 è acquistato dal Lecce con cui esordisce in serie A il 14 gennaio 2001 in Lecce-L.R. Vicenza 3-1. È rimasto in Puglia fino al 2002 disputando in tutto 4 partite nella massima serie.
Nella stagione 2003-2003 passa in prestito all'Avellino, in Serie C1. In Irpinia realizza 7 reti in 18 partite, tuttavia viene duramente contestato dai tifosi a causa di alcune prestazioni negative e nel gennaio 2003 viene aggredito insieme al compagno di squadra Serge Dié. Dopo questi fatti rientra al Lecce, che lo gira nuovamente in prestito, questa volta al Varese (C1 girone A), dove va a segno una volta in 9 incontri.
Nel 2004 viene prestato al Foggia ancora in C1 per passare poi a gennaio al Benevento, disputando la finale dei playoff per la serie B contro il Crotone. Pellicori decide di rimanere in C1 trasferendosi a Grosseto, con cui realizza 24 gol in 55 partite; al termine della prima stagione i maremmani ne acquisiscono l'intera proprietà dal Lecce.
Nel gennaio 2006 firma un contratto preliminare con il Piacenza, e per questo viene ceduto in prestito per sei mesi al Catanzaro in Serie B. I calabresi a fine stagione retrocedono in Serie C1, e passa quindi al Piacenza tra i cadetti, salvo poi trasferirsi nuovamente a gennaio 2007 al Cesena sempre in B.
Nell'estate 2007 torna a vestire la maglia dell'Avellino dopo quattro stagioni. Realizza 18 gol in 40 partite, che tuttavia non evitano la retrocessione in Serie C1 della squadra campana. La stagione successiva, dopo il ripescaggio in cadetteria, la punta calabrese decide di rimanere in Irpinia. Realizza due reti fino a gennaio, quando ritorna a vestire la maglia del Grosseto tramite uno scambio di prestiti che porta Ferdinando Sforzini dalla Maremma alla Campania. Con i maremmani realizza 4 reti nella seconda parte di stagione; a fine campionato Pellicori rientra nell'Avellino, ma il club irpino in gravi difficoltà economiche non si iscrive a nessun campionato e l'attaccante quindi rimane svincolato. L'11 luglio 2009,  si trasferisce in Inghilterra firmando un triennale con il Q.P.R. di Flavio Briatore, che lo strappa anche a diversi club italiani di serie B.
Il 1º febbraio 2010 viene girato in prestito fino a giugno al Mantova, compagine di serie B che naviga nei bassifondi della classifica. A fine stagione sono 8 le reti realizzate in 17 presenze di campionato, ma non bastano a salvare i lombardi dalla retrocessione in Lega Pro.
Il 27 agosto 2010 il QPR lo cede in prestito al Torino con diritto di riscatto a favore del club granata. Il 18 dicembre 2010 l'attaccante cosentino realizza il suo unico goal in maglia granata, nella partita vinta dal Toro per 2-1 contro l'Empoli. Dopo non esser stato riscattato, torna al Q.P.R. dai quali rescinde il 14 ottobre 2011.
Terminata la squalifica, riprende a giocare nel Castrovillari, in Serie D. Nel dicembre 2016 scende in Eccellenza con l'Acri, con cui conclude la sua carriera agonistica.

#### Nazionale
Ha fatto parte della Nazionale italiana Under-20 tra il 2001 e il 2002. Nel 2001 ha preso parte, con la squadra di giovani, ai Giochi del Mediterraneo in cui l'Italia si è piazzata seconda.

### Allenatore
Nel luglio 2017 diventa nuovo allenatore della Palmese, in Serie D. Con i neroverdi la sua prima esperienza da allenatore dura fino al 20 novembre quando la società di Palmi decide di esonerarlo con la squadra al 15º posto in classifica e soli 12 punti in 13 giornate. Sorprendentemente alla ripresa degli allenamenti il Mister è ancora in carica poiché la Società, ritenendo che continuare la collaborazione sia la scelta migliore, ritorna sui propri passi e conferma la fiducia nel Mister.
Nella stagione 2018-19 assume la guida del Locri.
Nell'estate 2021 viene ingaggiato dalla Paolana, squadra che disputerà il torneo di Eccellenza, della Calabria. Viene esonerato il 16 novembre, dopo la sconfitta interna contro il Morrone e con la squadra al quinto posto in classifica.
Il 9 febbraio 2023 viene annunciato come nuovo allenatore del Cutro, squadra partecipante al torneo calabrese di promozione.
L'11 gennaio 2024 viene ufficializzato come nuovo allenatore della Vastese, squadra invischiata in zona playout nel torneo abruzzese di Eccellenza e reduce da quattro sconfitte consecutive, dove subentra all'esonerato Federico Del Grosso.

### Scandalo calcio-scommesse
All'alba del 28 maggio 2012 viene arrestato nell'ambito dell'operazione condotta dalla procura di Cremona, denominata Last Bet, relativa al calcio-scommesse. 
Il 26 luglio viene deferito dal procuratore federale Stefano Palazzi per illecito sportivo in merito a Siena-Torino del 2010-2011.
Il 1º agosto Palazzi richiede per lui una squalifica pari a 3 anni e 6 mesi e il 10 agosto in primo grado la Commissione Disciplinare lo condanna a 3 anni di squalifica. Il 22 agosto in secondo grado gli viene confermata la squalifica.
Secondo un'informativa del Servizio Centrale Operativo della polizia, tra Pellicori e il pentito Carlo Gervasoni ci furono 17 contatti.
Il 9 febbraio 2015 la procura di Cremona termina le indagini e formula per lui e altri indagati le accuse di associazione a delinquere e frode sportiva.

## Statistiche

### Presenze e reti nei club
| Stagione        | Squadra         | Campionato      | Campionato | Campionato | Coppe nazionali | Coppe nazionali | Coppe nazionali | Coppe continentali | Coppe continentali | Coppe continentali | Altre coppe | Altre coppe | Altre coppe | Totale | Totale |
| Stagione        | Squadra         | Comp            | Pres       | Reti       | Comp            | Pres            | Reti            | Comp               | Pres               | Reti               | Comp        | Pres        | Reti        | Pres   | Reti   |
| --------------- | --------------- | --------------- | ---------- | ---------- | --------------- | --------------- | --------------- | ------------------ | ------------------ | ------------------ | ----------- | ----------- | ----------- | ------ | ------ |
| 1999-2000       | Cosenza         | B               | 1          | 0          | CI              | 0               | 0               | -                  | -                  | -                  | -           | -           | -           | 1      | 0      |
| 2000-2001       | Lecce           | A               | 1          | 0          | CI              | 0               | 0               | -                  | -                  | -                  | -           | -           | -           | 1      | 0      |
| 2001-2002       | Lecce           | A               | 3          | 0          | CI              | 1               | 0               | -                  | -                  | -                  | -           | -           | -           | 4      | 0      |
| Totale Lecce    | Totale Lecce    | Totale Lecce    | 4          | 0          |                 | 1               | 0               |                    | -                  | -                  |             | -           | -           | 5      | 0      |
| 2002-gen. 2003  | Avellino        | C1              | 18         | 7          | CI-C            | 0               | 0               | -                  | -                  | -                  | -           | -           | -           | 18     | 7      |
| gen.-giu. 2003  | Varese          | C1              | 9          | 1          | CI-C            | -               | -               | -                  | -                  | -                  | -           | -           | -           | 9      | 1      |
| 2003-gen. 2004  | Foggia          | C1              | 15         | 2          | CI-C            | 4               | 1               | -                  | -                  | -                  | -           | -           | -           | 19     | 2      |
| gen.-giu. 2004  | Benevento       | C1              | 14+2       | 1+1        | CI-C            | -               | -               | -                  | -                  | -                  | -           | -           | -           | 16     | 2      |
| 2004-2005       | Grosseto        | C1              | 34+2       | 12         | CI-C            | 3               | 0               | -                  | -                  | -                  | -           | -           | -           | 39     | 12     |
| 2005-gen. 2006  | Grosseto        | C1              | 18         | 10         | CI+CI-C         | 2+0             | 1               | -                  | -                  | -                  | -           | -           | -           | 20     | 11     |
| gen.-giu. 2006  | Catanzaro       | B               | 7          | 0          | CI              | -               | -               | -                  | -                  | -                  | -           | -           | -           | 7      | 0      |
| 2006-gen. 2007  | Piacenza        | B               | 9          | 0          | CI              | 2               | 0               | -                  | -                  | -                  | -           | -           | -           | 11     | 0      |
| gen.-giu. 2007  | Cesena          | B               | 12         | 3          | CI              | -               | -               | -                  | -                  | -                  | -           | -           | -           | 12     | 3      |
| 2007-2008       | Avellino        | B               | 38         | 18         | CI              | 0               | 0               | -                  | -                  | -                  | -           | -           | -           | 38     | 18     |
| 2008-gen. 2009  | Avellino        | B               | 17         | 2          | CI              | 1               | 0               | -                  | -                  | -                  | -           | -           | -           | 18     | 2      |
| Totale Avellino | Totale Avellino | Totale Avellino | 73         | 27         |                 | 1               | 0               |                    | -                  | -                  |             | -           | -           | 74     | 27     |
| gen.-giu. 2009  | Grosseto        | B               | 19+2       | 4          | CI              | -               | -               | -                  | -                  | -                  | -           | -           | -           | 21     | 4      |
| Totale Grosseto | Totale Grosseto | Totale Grosseto | 71+4       | 26         |                 | 5               | 1               |                    | -                  | -                  |             | -           | -           | 80     | 27     |
| 2009-feb. 2010  | QPR             | FLC             | 8          | 0          | FACup+CdL       | 0+2             | 1               | -                  | -                  | -                  | -           | -           | -           | 10     | 1      |
| feb.-giu. 2010  | Mantova         | B               | 17         | 8          | CI              | -               | -               | -                  | -                  | -                  | -           | -           | -           | 17     | 8      |
| 2010-2011       | Torino          | B               | 22         | 1          | CI              | 1               | 0               | -                  | -                  | -                  | -           | -           | -           | 23     | 1      |
| ago.-ott. 2011  | QPR             | PL              | -          | -          | FACup+CdL       | -               | -               | -                  | -                  | -                  | -           | -           | -           | -      | -      |
| Totale QPR      | Totale QPR      | Totale QPR      | 8          | 0          |                 | 2               | 1               |                    | -                  | -                  |             | -           | -           | 10     | 1      |
| Totale carriera | Totale carriera | Totale carriera | 262+6      | 70         |                 | 16              | 3               |                    | -                  | -                  |             | -           | -           | 284    | 73     |

### Statistiche da allenatore
Statistiche aggiornate al 14 febbraio 2018.
| Stagione            | Squadra         | Campionato      | Campionato | Campionato | Campionato | Campionato | Coppe nazionali | Coppe nazionali | Coppe nazionali | Coppe nazionali | Coppe nazionali | Coppe continentali | Coppe continentali | Coppe continentali | Coppe continentali | Coppe continentali | Altre coppe | Altre coppe | Altre coppe | Altre coppe | Altre coppe | Totale | Totale | Totale | Totale | % Vittorie | Piazzamento       |
| Stagione            | Squadra         | Comp            | G          | V          | N          | P          | Comp            | G               | V               | N               | P               | Comp               | G                  | V                  | N                  | P                  | Comp        | G           | V           | N           | P           | G      | V      | N      | P      | %          | Piazzamento       |
| ------------------- | --------------- | --------------- | ---------- | ---------- | ---------- | ---------- | --------------- | --------------- | --------------- | --------------- | --------------- | ------------------ | ------------------ | ------------------ | ------------------ | ------------------ | ----------- | ----------- | ----------- | ----------- | ----------- | ------ | ------ | ------ | ------ | ---------- | ----------------- |
| 2017-2018           | Palmese         | D               | 33+1       | 11+1       | 10         | 12         | CI-D            | 2               | 1               | 0               | 1               | -                  | -                  | -                  | -                  | -                  | -           | -           | -           | -           | -           | 36     | 13     | 10     | 13     | 36,11      | Eson., Sub., 14º  |
| dic. 2018-mar. 2019 | Locri           | D               | 11         | 2          | 2          | 7          | CI-D            | -               | -               | -               | -               | -                  | -                  | -                  | -                  | -                  | -           | -           | -           | -           | -           | 11     | 2      | 2      | 7      | 18,18      | Sub., Eson.       |
| lug.-nov. 2021      | Paolana         | Ecc.            | 9          | 4          | 3          | 2          | CI-Ecc.         | 4               | 2               | 1               | 1               | -                  | -                  | -                  | -                  | -                  | -           | -           | -           | -           | -           | 13     | 6      | 4      | 3      | 46,15      | Eson.             |
| feb.-giu. 2023      | Cutro           | Prom.           | 10+1       | 5          | 1          | 4+1        | CI-Prom.        | -               | -               | -               | -               | -                  | -                  | -                  | -                  | -                  | -           | -           | -           | -           | -           | 11     | 5      | 1      | 5      | 45,45      | Sub., 14º (retr.) |
| gen.-giu. 2024      | Pro Vasto       | Ecc.            | 15         | 6          | 5          | 4          | CI-Ecc.         | -               | -               | -               | -               | -                  | -                  | -                  | -                  | -                  | -           | -           | -           | -           | -           | 15     | 6      | 5      | 4      | 40,00      | Sub., 10º         |
| Totale carriera     | Totale carriera | Totale carriera | 80         | 29         | 21         | 30         |                 | 6               | 3               | 1               | 2               |                    |                    |                    |                    |                    |             |             |             |             |             | 86     | 32     | 22     | 32     | 37,21      |                   |

## Palmarès

### Nazionale
- Torneo Quattro Nazioni Under-20: 1

2001-2002